# 野原暉央
野原 暉央（のはら あきひさ、1998年7月24日 - ）は、日本のプロバスケットボール選手。
沖縄県出身。ポジションはSG。B3リーグ・しながわシティ所属。

## 来歴

### プロ入りまで
沖縄県出身。
うるま市立あげな小学校を経て、あげな中学校に入学。
第40回沖縄県中学校総合体育大会優勝。
県選抜に選ばれ、第26回ジュニアオールスターを準優勝した。
興南高等学校では、3年次に2016年インターハイ出場、第47回ウインターカップベスト16となった。第15回沖縄市長杯高等学校バスケットボールおきなわカップでは帝京長岡高等学校（新潟）に次ぐ2位となり、敢闘賞に選ばれた。
大東文化大学では、3年次に2019年インカレ3位、4年次に2020年インカレ4位となった。
3級上に葛原大智（元佐賀バルーナーズ）と森黄州（立川ダイス）、2級上に熊谷航（秋田ノーザンハピネッツ）、1級上に中村浩陸（ファイティングイーグルス名古屋）と増本優太（岐阜スゥープス）と髙木慎哉（湘南ユナイテッド）とモッチ・ラミン（佐賀バルーナーズ）、同級に飴谷由毅（鹿児島レブナイズ）、1級下に星野京介（レバンガ北海道）と石川晴道（岩手ビッグブルズ）と向後アディソン・ジェスモンド（アースフレンズ東京Z）、2級下に中村拓人（広島ドラゴンフライズ）と高島紳司（宇都宮ブレックス）、3級下に菊地広人（レバンガ北海道）がいる。

### さいたまブロンコス時代（2021-23）
2020-2021シーズン。
大東文化大学在学中にさいたまブロンコスと特別指定選手契約を締結する。
31試合出場、21試合先発、14.65分、3.90得点、1.32リバウンド、0.81アシスト、0.35スティール、0.10ブロックシュートを記録した。
2021-2022シーズン。
継続（2年目）。
43試合出場、11.74分、3.88得点、1.23リバウンド、0.40アシスト、0.58スティール、0.12ブロックシュートを記録した。
2022-2023シーズン。
継続（3年目）。
29試合出場、2試合先発出場、7.17分、1.07得点、1.24リバウンド、0.28アシスト、0.24スティール、0.07ブロックシュートを記録した。

### しながわシティ時代（2023-）
2023-2024シーズン。
しながわシティと契約した。
51試合出場、13.53分、2.29得点、2.08リバウンド、0.69アシスト、0.59スティール、0.10ブロックシュートを記録した。
2024-2025シーズン。
継続（2年目）。
2025年3月29日の山口戦にてキャリア通算200試合出場を達成した。2025年4月6日の岐阜戦にてキャリア通算500得点を達成した。
全52試合出場、2試合先発、8.87分、1.29得点、1.04リバウンド、0.31アシスト、0.50スティール、0.04ブロックシュートを記録した。
現在はしながわシティに所属している。

## 個人成績
| シーズン   | チーム | GP | GS | MPG   | FG%   | 3P%   | FT%   | RPG  | APG  | SPG  | BPG  | TO   | PPG  |
| ---------- | ------ | -- | -- | ----- | ----- | ----- | ----- | ---- | ---- | ---- | ---- | ---- | ---- |
| B3 2020-21 | 埼玉   | 31 | 21 | 14.65 | 36.4% | 33.3% | 69.0% | 1.32 | 0.81 | 0.35 | 0.10 | 0.42 | 3.90 |
| B3 2021-22 | 埼玉   | 43 | 0  | 11.74 | 43.9% | 29.7% | 72.5% | 1.23 | 0.40 | 0.58 | 0.12 | 0.14 | 3.88 |
| B3 2022-23 | 埼玉   | 29 | 2  | 7.17  | 31.3% | 12.5% | 81.8% | 1.24 | 0.28 | 0.24 | 0.07 | 0.24 | 1.07 |
| B3 2023-24 | 品川   | 51 | 0  | 13.53 | 48.8% | 40.0% | 57.6% | 2.08 | 0.69 | 0.59 | 0.10 | 0.25 | 2.29 |
| B3 2024-25 | 品川   | 52 | 2  | 8.87  | 41.1% | 33.3% | 38.1% | 1.04 | 0.31 | 0.50 | 0.04 | 0.17 | 1.29 |